# Orbital Sciences X-34
X-34 je zrakoplov malog budžeta američke tvrtke "Orbital Sciences Corporation"  namijenjen za proučavanje "ključne tehnologije"  programa letjelica za višekratno lansiranje u svemir s drugog zrakoplova. 

## Projekt
Namjera je bila izraditi samostalnu bespilotnu letjelicu s raketnim motorom sposobnu za dostizanje brzine od 8 Maha i te izvesti 25 ispitnih letova po godini. Do gašenja projekta 2001. godine izvedeni su samo letovi letjelice bez pogona koju je vukao drugi zrakoplov. Da su današnje svemirske letjelice zasnovane na X-34 programu, djelovale bi na sličan način kao i Space Shuttle: polijetale bi kao raketa, spojene na dvije vanjske startne rakete s vanjskim spremnikom za gorivo, pristajale bi uz svemirsku postaju na isti način kako to radi shuttle na Međunarodnoj svemirskoj postaji a na pistu bi slijetale kao avion.
Zaključno s listopadom 2007. preostala je još jedna pokazna letjelica koja se nalazi u Vojnoj zrakoplovnoj bazi Edwards.
Letjelica je visoka 17,8 m i teška 8.200 kg. Raketni motor "Fastrac" od 270 kN potiska trebao je koristiti kao gorivo tekući kisik i kerozin.